# 卵萼沼兰
卵萼沼兰（学名：Crepidium ovalisepalum）为兰科沼兰属下的一个种。

## 扩展阅读
- 維基物種上的相關：卵萼沼兰